# Amomum epiphyticum
Amomum epiphyticum är en enhjärtbladig växtart som beskrevs av Rosemary Margaret Smith. Amomum epiphyticum ingår i släktet Amomum och familjen Zingiberaceae. Inga underarter finns listade i Catalogue of Life.